# NGC 239
NGC 239 es una galaxia espiral localizada en la constelación de Cetus.